# Brigantia
Brigantia, seltener auch Brigindo, Bricta oder Brixia, ist eine keltische Göttin. Der Name Brigantia ist als lateinische Angleichung eines altkeltischen Namens zu verstehen, der als *Brigantī erschlossen wird. Er bedeutet eigentlich „die Erhabene“.

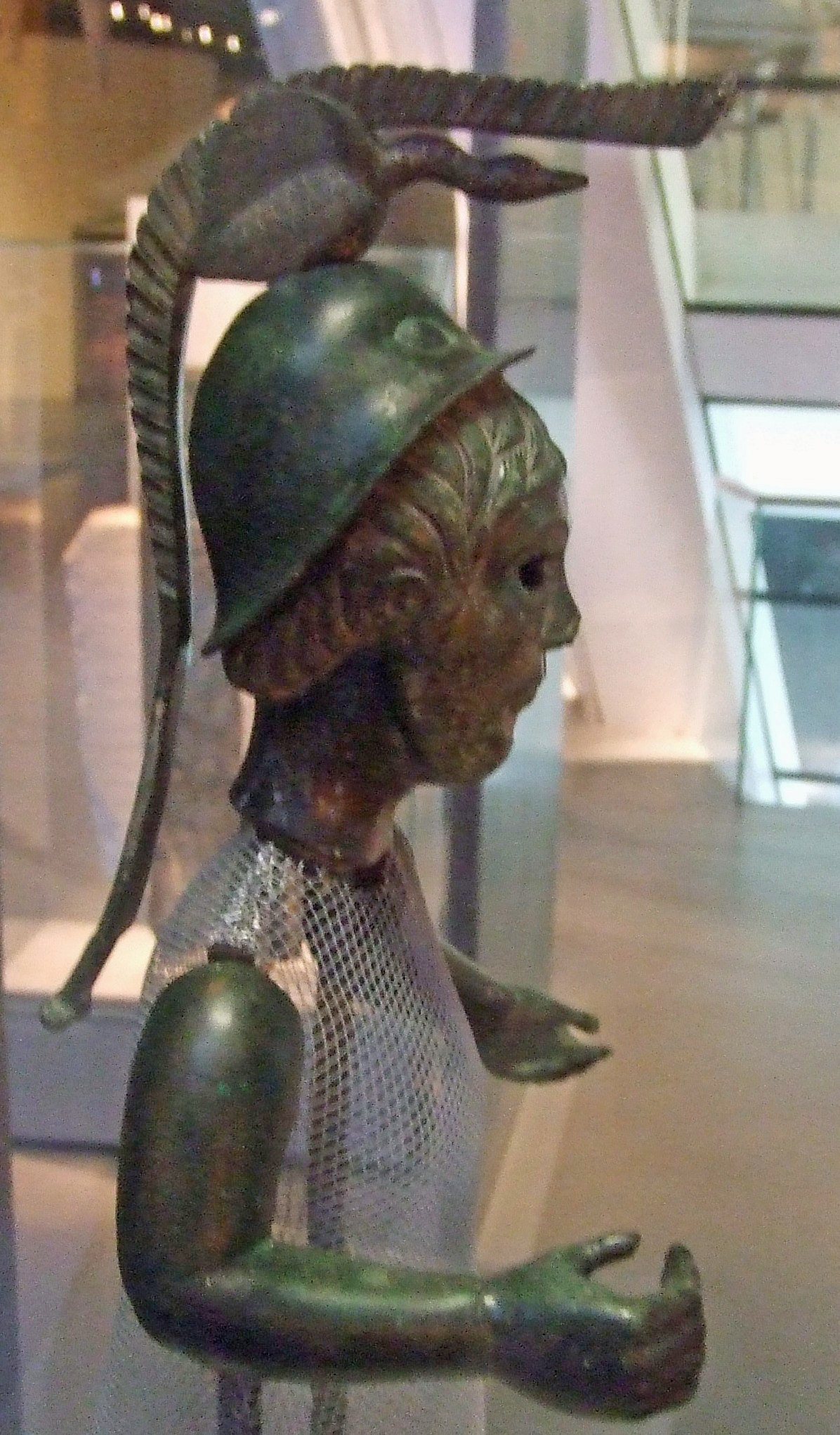
Keltische Göttin im Bretagne-Museum von Rennes, vermutlich Brigantia/Minerva

## Mythologie
Brigantia war zur Zeit der Römerherrschaft die Stammesgöttin der Briganten, eines keltischen Stammes in Britannien. Dargestellt wurde sie oft als ernst blickende junge Frau mit Helm, Speer, Schild und Rüstung. Brigantia wurde aber auch als Nymphe bezeichnet – wohl weil sie als Gottheit des Landes und als Flussgöttin des Afon Braint und des River Brent, eines Nebenflusses der Themse, galt. Obwohl sie hauptsächlich in Britannien verehrt wurde, wie zahlreiche Inschriften bezeugen, war ihr Kult möglicherweise auch auf dem Festland bekannt, wo ebenfalls Stämme mit dem Namen Briganten bzw. Brigantier erwähnt wurden.
Die irische Sagengestalt Brigid oder Brig geht sehr wahrscheinlich auf die Göttin Brigantia zurück, deren Kult britische Seefahrer oder Eroberer nach Irland gebracht haben könnten.
In der Interpretatio Romana wird Brigantia mit Minerva („keltische Minerva“) aber auch Victoria gleichgesetzt und trägt auf einem Relief wie diese die Insignien Mauerkrone, Speer und Gorgonenschild. Aus der Zeit des Antoninus Pius ist in Cumberland (England) eine Anrufung als Heil-Göttin Dea Nympha Brigantia überliefert. Im römischen Kastell Blatobulgium im schottischen Birrens (Dumfries and Galloway, gälisch: Dùn Phris agus an Gall-Ghaidhealaibh) ist eine Weihestätte aus dem 2. Jahrhundert der Brigantia erhalten, auf der sie mit Minervas Mauerkrone und Victorias Schwingen gezeigt wird. Als Schlacht- und Siegesgöttin wird sie auf zwei Inschriften (Roman Inscriptions of Britain RIB 627 und RIB 628) mit Victoria, auf einer mit der nordafrikanischen Mondgöttin Dea Caelestis (RIB 1131) verglichen.
Ihr männliches Pendant ist der Gott Briganitius, über den nur sehr wenig bekannt ist.